# Punctoidea
Punctoidea Morse, 1864 è una superfamiglia di molluschi gasteropodi polmonati terrestri dell'ordine Stylommatophora.

## Descrizione
Il raggruppamento comprende gasteropodi con conchiglia di piccola e piccolissima taglia.

## Distribuzione e habitat
La superfamiglia ha una distribuzione cosmopolita essendo presente in tutti i continenti eccetto l'Antartide.

## Tassonomia
La tassonomia dei Gasteropodi di Bouchet & Rocroi del 2005 assegnava la superfamiglia al gruppo informale Sigmurethra, rivelatosi polifiletico.
Secondo la classificazione attualmente accettata, la superfamiglia appartiene al sottordine Helicina dell'ordine Stylommatophora e comprende le seguenti famiglie:
- Charopidae Hutton, 1884
- Cystopeltidae Cockerell, 1891
- Discidae Thiele, 1931 (1866)
- Endodontidae Pilsbry, 1895
- Helicodiscidae Pilsbry, 1927
- Oopeltidae Cockerell, 1891
- Oreohelicidae Pilsbry, 1939
- Punctidae Morse, 1864

### Alcune specie

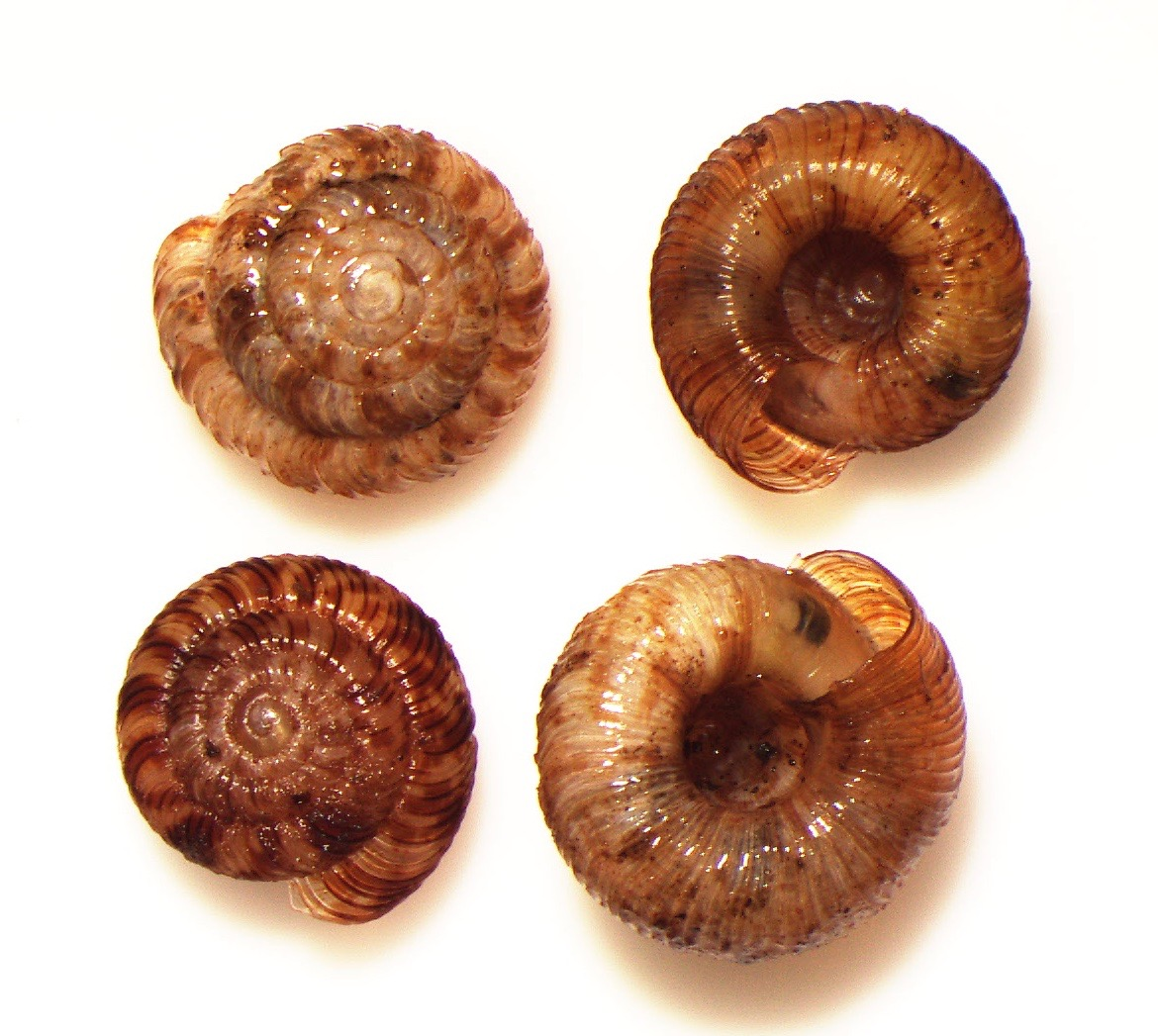
Charopa coma (Charopidae)
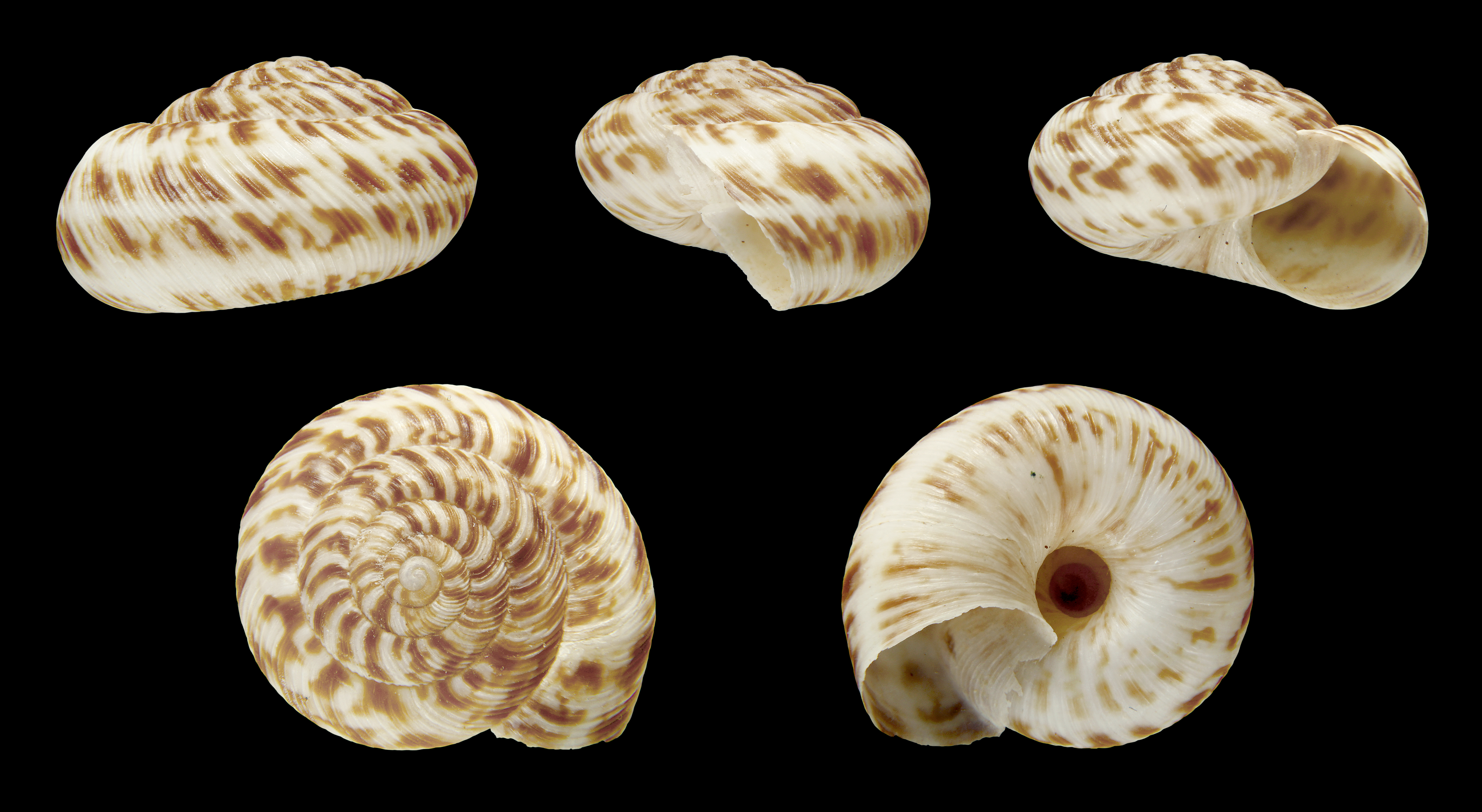
Anguispira alternata (Discidae)
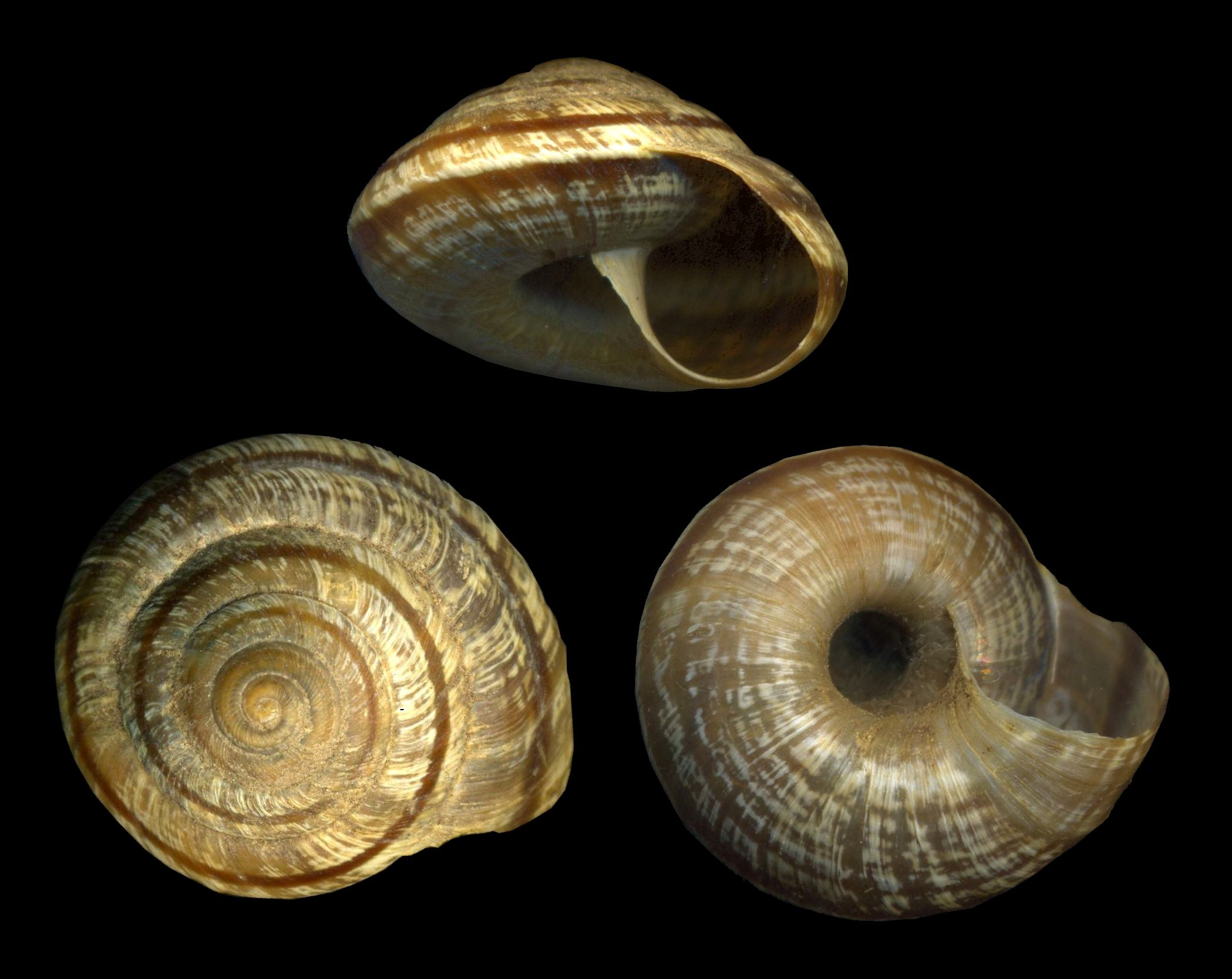
Oreohelix subrudis (Oreohelicidae)
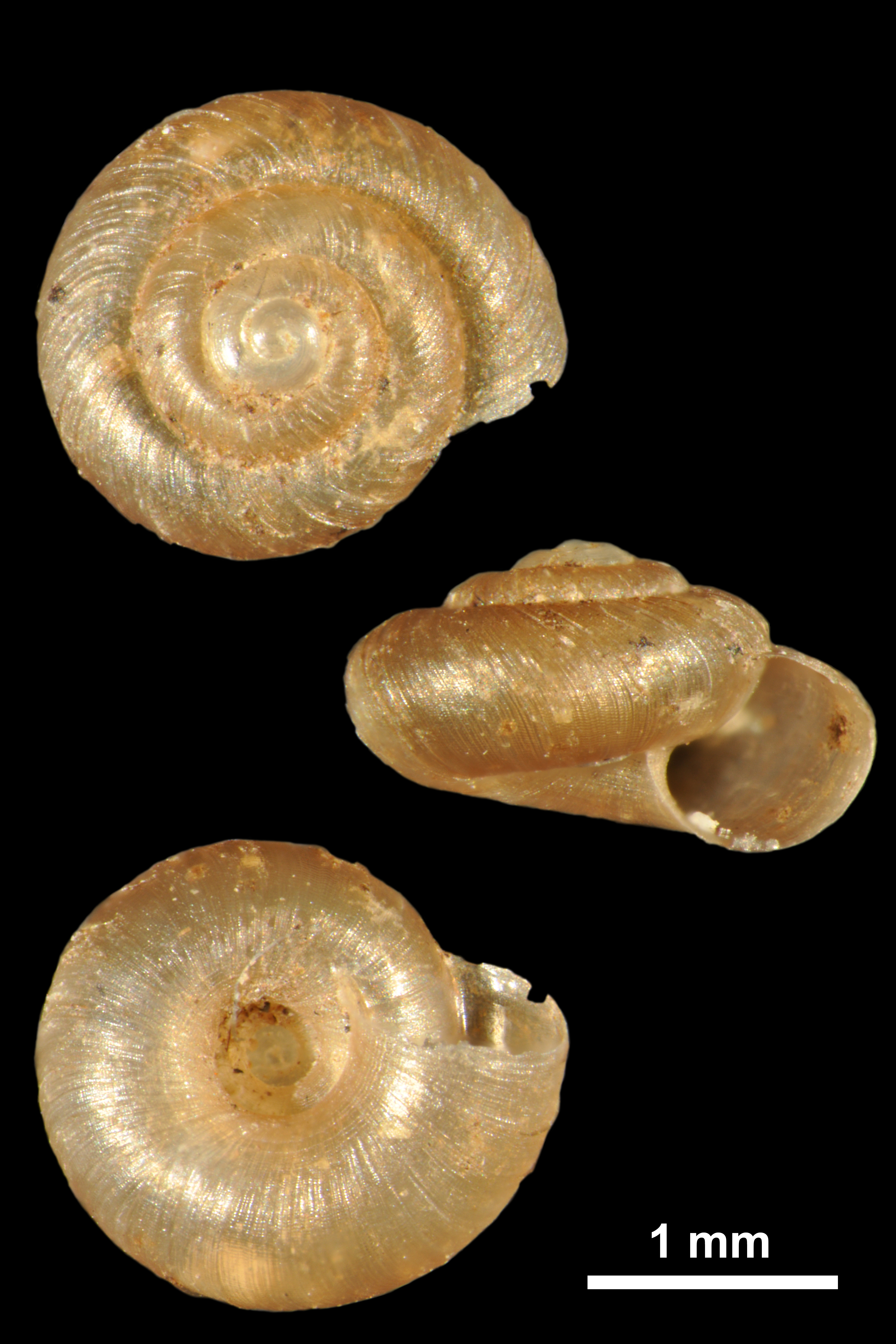
Paralaoma servilis (Punctidae)